# Attilio Leporati
Attilio Leporati (Coniolo, 22 marzo 1911 – Novara, 27 settembre 1983) è stato un calciatore italiano, di ruolo mediano.

## Carriera
Giocò quattro stagioni in Serie A con il Casale, società con cui in carriera ha segnato una rete, in trasferta contro la Lazio,  in complessive 203 presenze.

## Palmarès

### Club

#### Competizioni nazionali
- Serie B: 1

Casale: 1929-1930
- Serie C: 1

Casale: 1937-1938

#### Competizioni regionali
- Prima Divisione: 1

Casale: 1936-1937